# Cylindrothecium beyrichii
Cylindrothecium beyrichii là một loài Rêu trong họ Entodontaceae. Loài này được (Schwägr.) Ångström mô tả khoa học đầu tiên năm 1876.